# Flughafen Krasnodar

i7
i11
i13
Der Flughafen Krasnodar (russisch Международный аэропорт Краснодар; auch bekannt als Flughafen Paschkowski, russisch Аэропорт Пашковский, englisch Pashkovsky, IATA-Code: KRR, ICAO-Code: URKK) ist ein bedeutender Flughafen in Krasnodar, dem Verwaltungszentrum der Region Krasnodar im Föderationskreis Südrussland. Er liegt am östlichen Stadtrand bei der vor einigen Jahren eingemeindeten Siedlung Paschkowski, etwa 12 Kilometer vom Stadtzentrum entfernt.

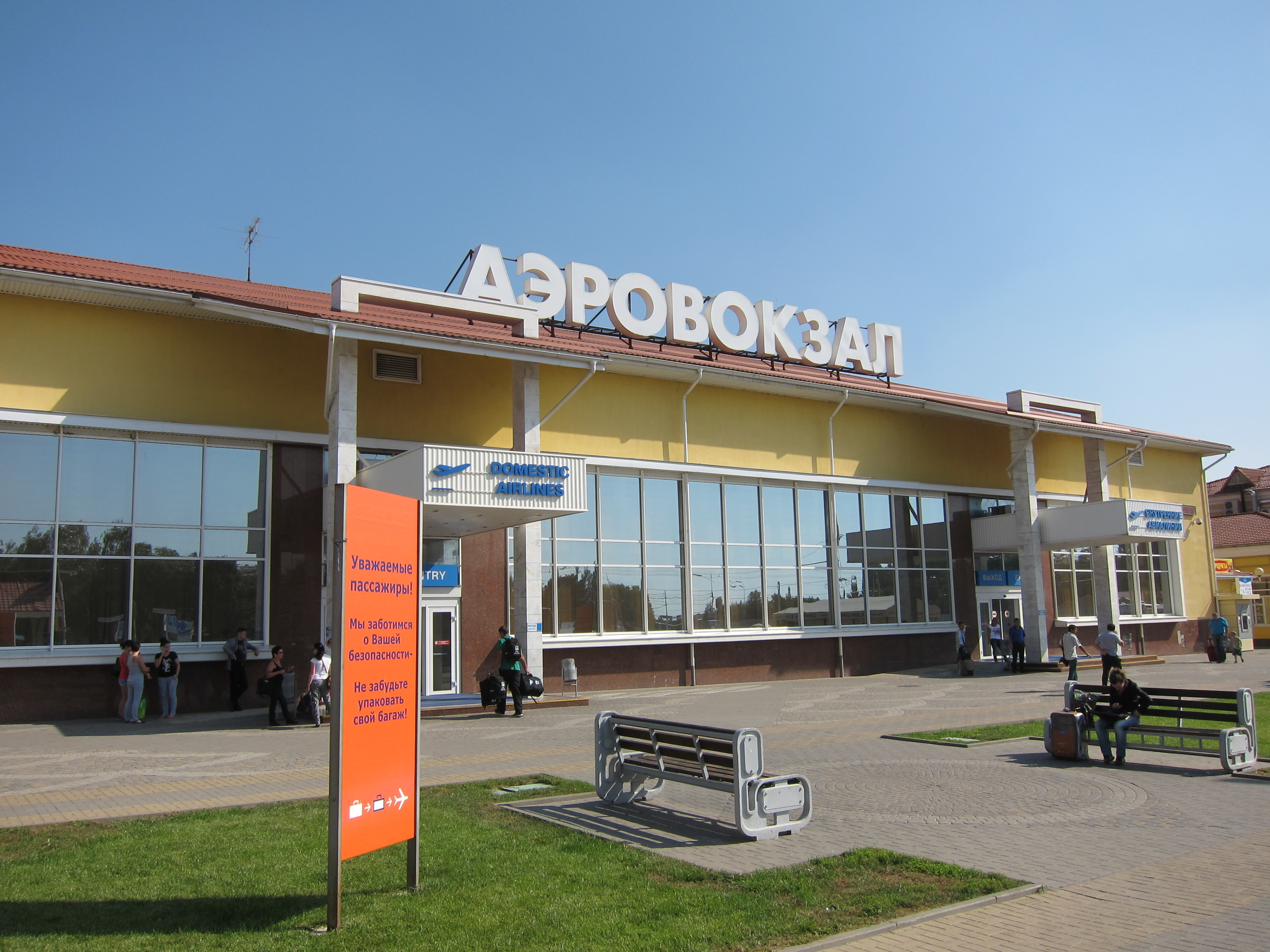
Inlandsterminal Flughafen Krasnodar

Betreiber ist die AO Meschdunarodny aeroport Krasnodar (International Airport Krasnodar), die über die Holding Aeroporty Juga (Airports of the South) zum Luftfahrtsektor der Basic Element des russischen Oligarchen Oleg Deripaska gehört.
Der Flughafen gehört mit knapp 3 Millionen Fluggästen (2006 – 1,151 Mio.) zu den zehn größten Flughäfen in Russland. Bis 2012 war er außerdem Drehkreuz der Fluggesellschaft Kuban Airlines (KIL), welche den Betrieb einstellte. Heute fliegen über 30 Fluggesellschaften etwa 60 Ziele an. Da bis 2030 ein Anstieg der Passagierzahlen auf 10 Millionen erwartet wird, soll das alte Terminal bis Ende 2014 renoviert sowie ein neues Terminal bis 2017 errichtet werden.
Der Betrieb am Flughafen Krasnodar wurde am 24. Februar 2022 mit der russischen Invasion der Ukraine eingestellt. Am 15. Dezember 2023 gab es einen Testflug mit einem leeren Flugzeug von Azimuth. Der Flughafen blieb geschlossen.